# La Villedieu (Creuse)
La Villedieu ist eine Gemeinde in Frankreich. Sie grenzt an Nedde auf der westlichen und Faux-la-Montagne auf der östlichen Seite. Sie gehört zur Region Nouvelle-Aquitaine, zum Département Creuse, zum Arrondissement Aubusson und zum Kanton Felletin. Der Ort liegt am Flüsschen Feuillade.

## Bevölkerungsentwicklung
| Jahr      | 1962 | 1968 | 1975 | 1982 | 1990 | 1999 | 2008 | 2013 |
| --------- | ---- | ---- | ---- | ---- | ---- | ---- | ---- | ---- |
| Einwohner | 115  | 91   | 72   | 55   | 53   | 43   | 45   | 47   |

## Sehenswürdigkeiten
- Kriegerdenkmal
- Kirche Saint-Robert, erbaut im 12. Jahrhundert, seit 1963 Monument historique

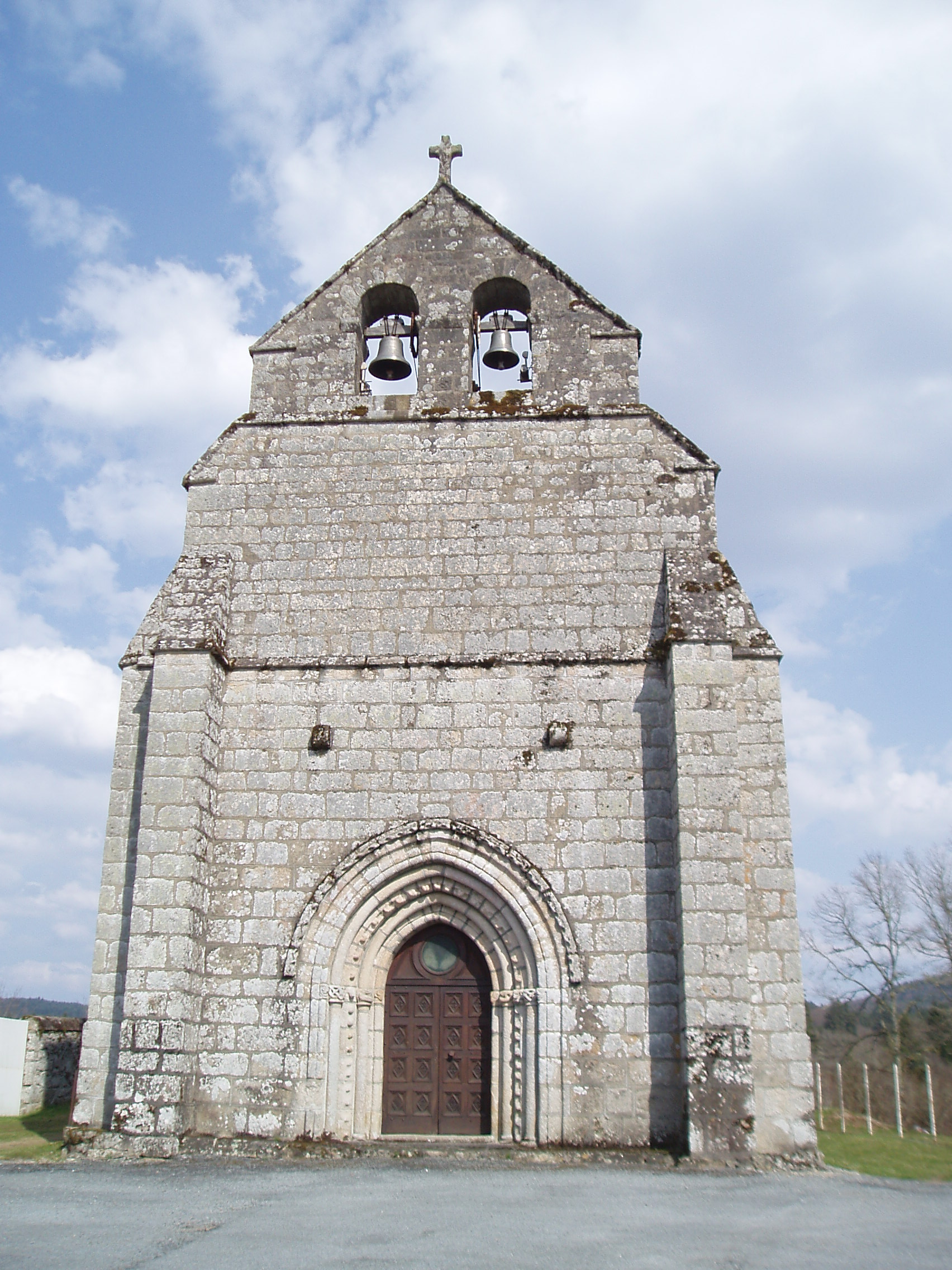
Kirche Saint-Robert

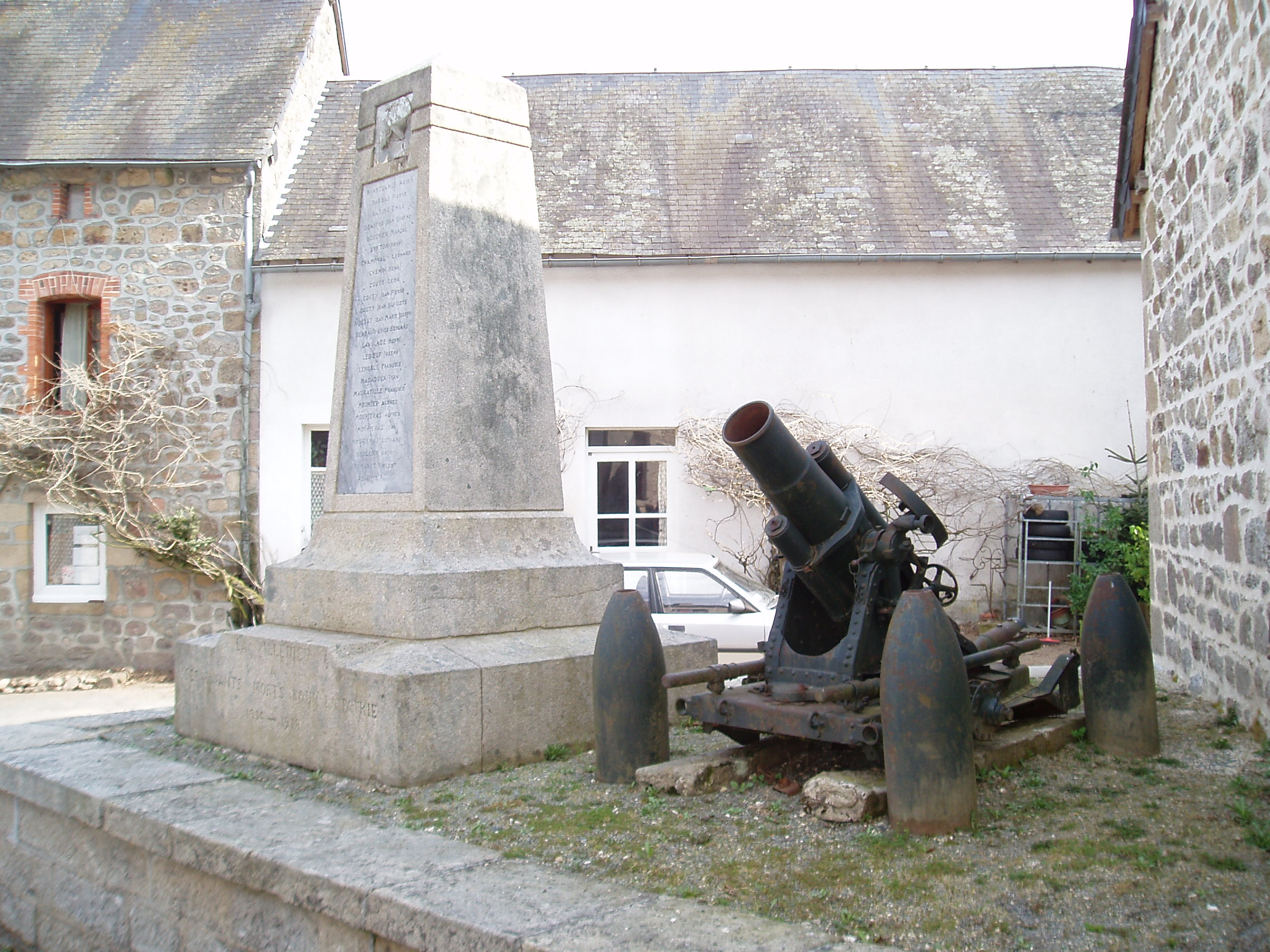
Kriegerdenkmal und ausgemusterte Kanone